# Sulpicia Lepidina

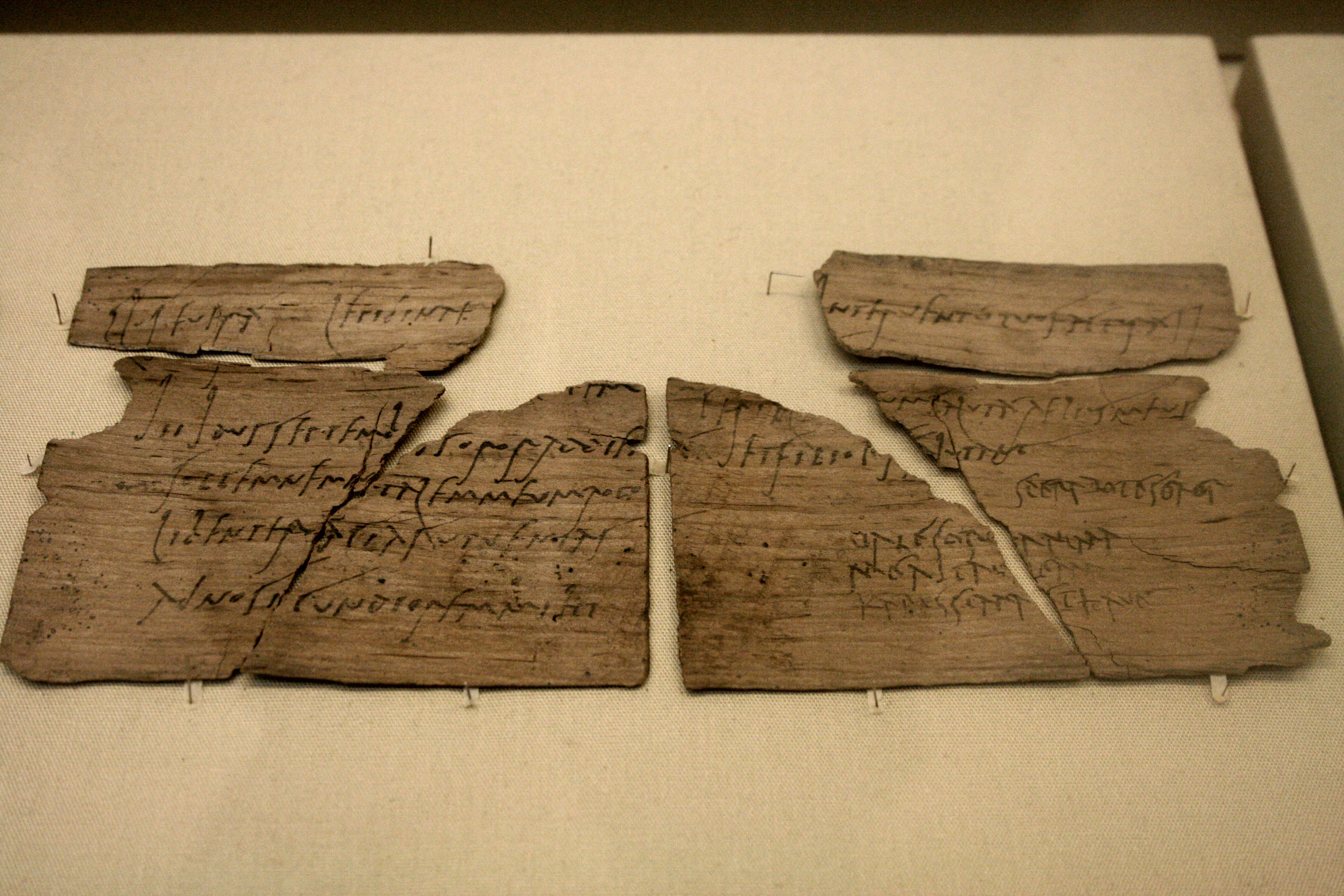
Die Vorderseite der Vindolanda-Tafel 291

Sulpicia Lepidina war die Ehefrau von Flavius Cerialis, einem Angehörigen des römischen Ritterstandes (Eques). Sie lebte im 1. Jahrhundert n. Chr. und ist durch mehrere Vindolanda-Tafeln belegt.

## Vindolanda-Tafel 291
Die Vindolanda-Tafel 291 stellt eine Einladung zur Geburtstagsfeier von Claudia Severa am 11. September eines unbekannten Jahres dar, die von Claudia Severa an ihre Freundin Sulpicia Lepidina geschickt wurde.

## Vindolanda-Tafel 292
Die Vindolanda-Tafel 292 stellt einen weiteren Brief von Claudia Severa an Sulpicia Lepidina dar, in dem sie einen bevorstehenden Besuch bei Sulpicia Lepidina ankündigt.

## Weitere Vindolanda-Tafeln
Der Name Sulpicia Lepidina bzw. nur Lepidina ist darüber hinaus auf den Tafeln 247, 257, 274, 294, 622, 629 und 635 erhalten.

## Flavius Cerialis
Durch die Vindolanda-Tafeln ist belegt, dass der Ehemann von Sulpicia Lepidina Flavius Cerialis hieß. Er war ein Angehöriger des römischen Ritterstandes, der in der Provinz Britannia zu diesem Zeitpunkt Kommandeur der Cohors VIIII Batavorum war, die in Vindolanda stationiert war.

## Datierung
Die beiden Vindolanda-Tafeln 291 und 292 werden bei den Roman Inscriptions of Britain auf 97/105 datiert.